# ミスタア・ロバーツ
『ミスタア・ロバーツ』（Mister Roberts）は、1955年製作のアメリカ映画。ワーナー・ブラザース配給。コメディ。ジャック・レモンがアカデミー助演男優賞を受賞した。
原作はトーマス・ヘッゲン（Thomas Heggen）の小説で、その小説を元に制作された1948年のブロードウェイ劇がこの映画の元になっている。
ヘンリー・フォンダは撮影開始前から演出を担当したジョン・フォード監督のやり方に満足できず、終いにフォンダが彼の演出が間違っていると非難し、怒ったフォードはフォンダを殴ったというエピソードがある。

## ストーリー
太平洋戦争中、海軍のオンボロ輸送艦「バケツ号」が舞台。専制的な艦長の下、副長のロバーツ（ヘンリー・フォンダ）はじめ乗組員たちは、戦線に参加できず退屈で艦長のしごきに耐え続ける生活を送っていた。
たまたま寄港地でWAVE（女性海軍兵士）たちの着替えを覗きができる場所に停泊する。そのWAVEたちが艦を見学することになり、彼女らに消毒用アルコールを（ウイスキーと偽って）飲ませようとパルバー（ジャック・レモン）は算段する。だがパルバーの不手際により、覗き行為がWAVEたちにばれてしまって全てご破算となる。
次の寄港地に着こうという時、ロバーツは艦長といさかいを起こし、転属願いを出そうとするが、「転属願いを出さず、また今後一切艦長に逆らわない」と言う条件と引き換えに、乗員の一時上陸を許可するよう艦長に詰め寄る。許可する艦長だが、上陸して浮かれた乗組員たちは乱痴気騒ぎを起こし、結局上陸許可は一晩と経たずに取り消される。
以後、艦長の手先となってしまったロバーツに、乗組員たちは反感を向ける。艦に居場所が無くなったロバーツは、腹いせに艦長が唯一愛しているヤシの鉢植えを海に捨ててしまう。深夜に非常呼集をかける艦長。しかしそれを通して乗組員たちは、上陸許可を出させたのがロバーツであったのを知り、そして艦長は転属を許可する。
しばらくして、バルバーほか乗組員宛にロバーツから明るい手紙が届く。だがその手紙には紙片が添えられていた。その紙片には、ロバーツが日本軍の神風攻撃で戦死した旨が書かれていたのだった。

## キャスト
| 役名               | 俳優                     | 日本語吹替                           | 日本語吹替 |
| 役名               | 俳優                     | NHK版                                | NETテレビ版 |
| ------------------ | ------------------------ | ------------------------------------ | --- |
| ミスタア・ロバーツ | ヘンリー・フォンダ       | 山本耕一                             | 瑳川哲朗 |
| キャプテン         | ジェームズ・キャグニー   | 近石真介                             | 近石真介 |
| パルバー           | ジャック・レモン         | 愛川欽也                             | 愛川欽也 |
| ドック             | ウィリアム・パウエル     |                                      | 宮川洋一 |
| マニオン           | フィリップ・キャリー     |                                      | 羽佐間道夫 |
| ダウディ           | ワード・ボンド           |                                      | 雨森雅司 |
| インシグニア       | ロバート・ローク         |                                      | 肝付兼太 |
| ドーラン           | ケン・カーティス         |                                      | 納谷六朗 |
| ステファスキー     | ハリー・ケリー・ジュニア |                                      | 石森達幸 |
|                    | ベッツィ・パーマー       |                                      | |
|                    | グレゴリー・ウォルコット |                                      | |
|                    | マーティン・ミルナー     |                                      | |
| 不明 その他        |                          |                                      | 立壁和也 伊武雅之 神山卓三 横井光夫 村松康雄 渡辺典子 沢田敏子 野島昭生 仲木隆司 広瀬正志 小熊恭子 富木秀子 徳丸完 上恭ノ介 酒井泉 宮西由起子 |
|                    |                          |                                      | |
| 演出               | 演出                     |                                      | 高桑慎一郎 |
| 翻訳               | 翻訳                     |                                      | 鈴木導 |
| 効果               | 効果                     |                                      | サウンドハーモニー |
| 調整               | 調整                     |                                      | 山田太平 |
| 制作               | 制作                     |                                      | 日米通信社 |
| 解説               | 解説                     |                                      | 淀川長治 |
| 初回放送           | 初回放送                 | 1971年7月10日 『劇映画』 14:40-16:40 | 1974年6月30日 『日曜洋画劇場』 |

## 主な受賞歴

### アカデミー賞
受賞
アカデミー助演男優賞：ジャック・レモン
ノミネート
アカデミー作品賞：リーランド・ヘイワード
アカデミー録音賞：ウィリアム・A・ミューラー